# ماري لانغر
ماري لانغر (بالألمانية: Marie Langer)‏ (و. 1910 – 1987 م) هي طبيبة نفسية، ومحللة نفسانية من النمسا، والأرجنتين، ولدت في فيينا، كانت عضوةً في الحزب الشيوعي النمساوي، توفيت في بوينس آيرس، عن عمر يناهز 77 عاماً.

## التعليم
تعلمت في جامعة فيينا.